# Brutal Planet
| Recensione                | Giudizio |
| ------------------------- | -------- |
| Rolling Stone Album Guide | [ 1 ]    |

Brutal Planet è il ventunesimo album in studio del cantante statunitense Alice Cooper, pubblicato il 6 giugno 2000 dalla Spitfire Records.

## Descrizione
Si tratta di un album dalle sonorità molto dure e dalle tematiche molto delicate e attuali. Il titolo ("Pianeta Brutale" in italiano) riassume il contenuto del disco, che parla di violenze e atrocità che il nostro mondo ci riserva. Take It Like A Woman, ad esempio, parla delle violenze domestiche perpetrate ai danni di persone indifese come donne e bambini mentre Blow Me A Kiss e Wicked Young Man sono ispirati al massacro della Columbine High School, in cui due studenti ammazzarono alcuni compagni ferendone altri. Il successivo Dragontown continua le tematiche trattate da Cooper in questo disco. Il brano Cold Machines sembra riprendere il riff principale di The Beautiful People di Marilyn Manson: Cooper su questo punto preferisce escludere una diretta filiazione, forse ironizzando. Cold Machines è stato inserito nella colonna sonora del film Return of the Living Dead: Necropolis.

## Tracce
Testi e musiche di Alice Cooper e Bob Marlette, eccetto dove indicato.
1. Brutal Planet – 4:40
2. Wicked Young Man – 3:50
3. Sanctuary – 4:00
4. Blow Me a Kiss – 3:18 (Alice Cooper, Bob Marlette, Bob Ezrin)
5. Eat Some More – 4:36
6. Pick Up the Bones – 5:14
7. Pessi-Mystic – 4:56 (Alice Cooper, Bob Marlette, Brian Nelson)
8. Gimme – 4:46
9. It's the Little Things – 4:11
10. Take It Like a Woman – 4:12
11. Cold Machines – 4:14

Traccia aggiunta nella versione giapponese
1. Can't Sleep, Clowns Will Eat Me – 4:09

Tracce bonus dell'edizione del 2001
1. It's the Little Things (Live) – 5:19
2. Wicked Young Man (Live) – 3:32
3. Poison (Live) – 4:52 (Alice Cooper, Desmond Child, John McCurry)
4. My Generation (Live) – 1:32 (Pete Townshend)
5. Total Rock Rockumentary – 35:48

## Formazione
- Alice Cooper – voce, armonica
- Ryan Roxie – chitarra
- Bob Marlette – chitarra, tastiere, basso
- China – chitarra
- Phil X – chitarra
- Eric Singer – batteria

### Altri Membri
- Natalie Delaney – cori

## Classifiche
| Classifica (2000) | Posizione massima |
| ----------------- | ----------------- |
| Austria           | 49                |
| Germania          | 23                |
| Regno Unito       | 38                |
| Stati Uniti       | 193               |
| Svezia            | 31                |
| Svizzera          | 66                |